# Granfalloon
Granfalloon, na religião fictícia do "Bokononismo" (criada por Kurt Vonnegut para sua novela Cama de Gato, de 1963), é um "falso karass". Ou seja, é um grupo de pessoas que afeta um senso compartilhado de identidade ou propósito, mas cuja associação mútua é sem significado.

## Exemplos
Os granfalloons mais comumente supostos são associações e sociedades baseadas em uma premissa compartilhada, mas no fim das contas fabricada. Exemplos incluem: "O Partido Comunista, as Filhas da Revolução Americana, a General Electric - e qualquer nação, a qualquer hora, em qualquer lugar". Uma citação mais geral e freqüentemente usada define um granfalloon como "uma associação orgulhosa e sem sentido de seres humanos". Outro exemplo de granfalloon ilustrado no livro foi Hoosiers, do qual o narrador (e o próprio Vonnegut) era um membro.

Se você deseja examinar um granfalloon, apenas remova a pele de uma bexiga. — Bokonon

"Meu Deus," ela disse, "você é um Hoosier?"

Eu admiti que eu era.

"Eu sou uma Hoosier, também," elá cantou. "Ninguém deve se envergonhar de ser um Hoosier.

"Eu não estou," eu disse. "Eu nunca conheci alguém que fosse."

– Kurt Vonnegut, Cama de Gato

Eles tinham encontrado uma lata de tinta branca, e na frente do carro Frank tinha pintado estrelas brancas, e no capô ele tinha pintado letras de um granfalloon: U.S.A.

– Kurt Vonnegut, Cama de Gato

## Técnica granfalloon
A técnica de granfalloon é um método de persuasão em que os indivíduos são encorajados a se identificar com um granfalloon em particular ou grupo social.  A pressão para se identificar com um grupo funciona como um método para assegurar a fidelidade e compromisso do indivíduo através da adoção dos símbolos, rituais e crenças do grupo.
Na psicologia social, o conceito vêm da pesquisa do psicólogo social britânico Henri Tajfel, cujos achados passaram a ser conhecidos como o paradigma do grupo mínimo. Em sua pesquisa, Tajfel descobriu que estranhos formariam grupos com base em critérios completamente inconsequentes.
Em um estudo, as cobaias de Tajfel foram convidadas a assistir a um lance de moedas. Eles foram então designados para um grupo específico com base na moeda parar em cara ou coroa. As cobaias colocadas em grupos com base em associações sem sentido entre elas foram consistentemente notadas terem "agindo como se aqueles que compartilhassem os rótulos sem sentido fossem parentes ou amigos íntimos".
Pesquisadores desde Tajfel fizeram grandes avanços em desvendar o mistério por trás desse fenômeno. Hoje, ele é dividido em dois processos psicológicos básicos, um cognitivo e um motivacional.
Primeiro, saber que alguém é parte desse grupo é usado para dar sentido ao mundo. Quando alguém se associa a um grupo particular, aqueles no grupo se concentram nas semelhanças entre os membros. No entanto, para as pessoas que não estão no grupo, ou "estranhos", foca-se nas diferenças e muitas vezes as exagera. Um problema com o granfalloon é que muitas vezes leva a um viés de Identidade social.
Segundo, os grupos sociais fornecem uma fonte de auto-estima e orgulho, uma forma de Groucho Marxismo reverso como em sua famosa observação: "Não me importo em pertencer a nenhum clube que me tenha como membro".
As comunidades imaginadas de Benedict Anderson formam um conceito semelhante. O terapeuta Grant Devilly considera que os granfalloons são uma explicação para como temas pseudocientíficos são promovidos.

## Na cultura popular
- No jogo eletrônico de 1997 Castlevania: Symphony of the Night, um chefe foi nomeado Granfalloon. Ele surge como uma enorme esfera flutuante de cadáveres humanos nus mantidos juntos por dentro por tentáculos de um parasita monstruoso. O nome original Japonês do monstro era "Legion", e agora é chamado assim nos jogos subseqüentes da franquia em que aparece, como o lançamento de 2003 Castlevania: Aria of Sorrow.
- No álbum Tapestry, de Carole King, James Taylor é creditado por tocar a guitarra acústica e o "granfalloon".
- Granfalloon é o nome de um fanzine de ficção científica nomeado pelo prêmio Hugo.
- O Granfalloon Restaurant and Bar é um popular bar e restaurante esportivo localizado no Country Club Plaza em Kansas City, Missouri.
- A Operação Granfaloon[5] foi o nome dado pela Polícia Federal do Brasil a uma operação com o objetivo de desarticular uma organização criminosa responsável por desvios de recursos públicos das áreas da saúde, educação e transporte, em Vitória da Conquista e mais nove cidades da região sudoeste da Bahia.